# فرانك بيتس (لاعب كرة قدم أمريكية)
فرانك بيتس (بالإنجليزية: Frank Pitts)‏ هو لاعب كرة قدم أمريكية أمريكي، ولد في 12 نوفمبر 1943 في أتلانتا في الولايات المتحدة.

## وصلات خارجية
- فرانك بيتس على موقع مرجع كرة القدم المحترفة.كوم (الإنجليزية)